# مارغوت روزفلت
مارغوت روزفلت (بالإنجليزية: Margot Roosevelt)‏ هي كاتِبة أمريكية، ولدت في 13 أغسطس 1950.